# Street Fighter – Die entscheidende Schlacht
Street Fighter – Die entscheidende Schlacht ist ein US-amerikanischer Actionfilm aus dem Jahr 1994. Der Film ist eine Realverfilmung der populären japanischen Videospielreihe Street Fighter II, wobei die Hauptrollen mit Jean-Claude Van Damme und Raúl Juliá besetzt wurden. Die Verfilmung, die sich viele Freiheiten nahm und sich nur wenig an die Vorlage hielt, fiel bei Kritikern und Fans der Videospiele durch, war jedoch profitabel. Der Film startete am 27. April 1995 in den deutschen Kinos.

## Handlung
In dem (fiktiven) südostasiatischen Staat Shadaloo regiert der größenwahnsinnige Diktator und selbsternannte General M. Bison. Dieser nimmt mehr als 60 AN-Mitarbeiter (AN = Allied Nations, ähnlich der UN) als Geiseln und droht, diese zu liquidieren, sollte er nicht 20 Milliarden US-Dollar Lösegeld erhalten. Colonel William F. Guile, der Anführer einer internationalen militärischen Elitetruppe, erhält den Auftrag, mit seiner Truppe gewaltsam in Shadaloo einzudringen, um die Geiseln zu befreien und General Bison auszuschalten.
Unter Bisons Gefangenen befindet sich auch Guiles Freund Carlos Blanka, der von Bison nicht getötet, sondern für Versuchszwecke im Labor missbraucht wird. Der gefangene und gutgläubige Dr. Dhalsim wird von General Bison gezwungen, Blanka in eine lebendige Kampfmaschine zu verwandeln.
Chun-Li Zhang, eine Reporterin, versucht ebenfalls General Bisons Aufenthaltsort zu finden, weil sie sich an ihm  für den Tod ihres Vaters rächen will. In einem Interview beleidigt Guile General Bison, wodurch dieser sich in die Live-Übertragung einschaltet, bis er merkt, dass Guile auf diese Weise seinen Aufenthaltsort per Sonar zu bestimmen versucht.
Die Trickbetrüger Ryu Hoschi und Ken Masters kommen derweil in die  Stadt, um mit Viktor Sagat Geschäfte zu machen. Ryu und Ken wollen Sagat reinlegen, was Bisons Waffenbeschaffer Sagat schon im Vorfeld wusste. Er will aus Rache Ryu und Ken gegen Vega, Sagats Champion, antreten lassen, doch bevor es zum Kampf kommt, stürmt Guile mit einem Panzer Sagats Arena und lässt alle Leute festnehmen, darunter auch Sagat, Vega, Ryu und Ken.
Gegen Guiles Freiheitsversprechen unterwandern Ken und Ryu Victor Sagats Truppe und unternehmen mit dieser einen Ausbruchsversuch, der gelingt, weil Guile ihn geplant und am Flucht-Lkw einen Peilsender angebracht hat. Dabei lässt sich Guile zum Schein erschießen, um Bison zu täuschen.
Auch die Fernsehreporterin Chun-Li Zang versucht, ihre offene Rechnung zusammen mit ihren Freunden Edmond Honda, einem Sumo-Ringer, und dem Boxer Balrog zu begleichen. Alle drei werden in Bisons Lager zunächst festgenommen, später versuchen sie zusammen mit Ken und Ryu Bison zu überwältigen. Dieser flüchtet aus seinem Schlafzimmer in einen Schutzraum und kann die fünf Angreifer mit ins Schlafzimmer einströmendem Gas überwältigen.
Im Showdown kann Guile Bison besiegen und alle Geiseln kommen frei.

## Sonstiges
- In einer Szene ruft ein von Adrian Cronauer gespielter Soldat laut „Gooooooood Morning Shadaloo“ – offenbar eine Anspielung auf Good Morning, Vietnam. Dieser Film wurde nach Cronauers Vorbild mit Robin Williams in der Hauptrolle gedreht.
- Im Film wurden zudem typische Kampfattacken der einzelnen Kämpfer aus den Videospielen mit eingebaut. Mit dabei u. a. ein Hadoken und die Rückwärtsrolle von Ryu und Ken, ein Flashkick von Guile und ein Psycho Crusher von Bison.
- Die Namen der im Film verwendeten Charaktere entsprechen in dieser Form ebenso wenig den offiziellen Vorgaben des Spieleherstellers Capcom, wie deren Ausrichtung in „gut“ und „böse“. Des Weiteren nimmt sich der Film viele Freiheiten und enthält Fehler, die Fans der Spiele missfallen. Allein bei drei der wichtigsten Charakteren wurden fiktionale Familiennamen erfunden, bzw. beim Protagonisten sogar vertauscht. Guile ist im Spiel sein Vorname, sein Familienname ist nicht bekannt. Von Ryu, Chun-Li, die nach der heute am geläufigsten Pinyin-Umschreibung Chunli geschrieben wird, und Cammy, sind ebenfalls nur die Vornamen bekannt. Die Familiennamen Hoshi und Zhang existieren im Original nicht. Lediglich bei Ken Masters handelt es sich um seinen echten Vor- und Familienname.
- Die bekannte australische Popsängerin Kylie Minogue übernimmt im Film die Rolle von Cammy White, der Stellvertreterin Guiles.
- Obwohl der Film selbst die Verfilmung eines Videospieles ist, entstand zum Film selbst auch noch ein Videospiel. Dieses erschien für die Arcade, PlayStation und den Sega Saturn.
- Kurz vor dem Abspann hört man Chun-Lis Kichern, das auch bei ihrer Siegerpose in den Videospielen ertönt.
- Die Kontrollen, mit denen Bison das Minenfeld steuert, entsprechen denen des originalen Spielhallenautomaten Street Fighter II.
- Nach dem Abspann kommt eine Szene, in der das zerstörte Labor von Bison zu sehen ist. Bisons Computer aktiviert sich und fragt Bison, ob man nun die Weltherrschaft erneut in Angriff nehmen soll. Bisons Arm erstreckt sich aus den Trümmern des Labors und ballt eine Faust. Dies soll eine Anspielung auf eine Fortsetzung sein, aber es wurde nie eine direkte Fortsetzung dieses Films gedreht.
- In der Szene in Bisons Privatraum, wo Chun-Li festgehalten wird, ist ein Bild von Bison in einem Clownskostüm zu sehen. Dieses Bild existiert auch in Wirklichkeit, jedoch wurde erst für den Film Bisons Kopf eingesetzt. Das echte Bild wurde vom Serienmörder John Wayne Gacy in dessen Todeszelle gemalt und trägt den Titel Pogo the Clown. Gacy wurde als „Killer-Clown“ bekannt, weil er in einem selbst genähten Clownskostüm Straßenfeste zu besuchen pflegte, um als Pogo der Clown Kinder zu unterhalten. Er wurde im selben Jahr hingerichtet, als Street Fighter – Die entscheidende Schlacht erschien.

## Kritiken
- Das Lexikon des internationalen Films bezeichnet den Film als „eindimensionalen, ins Groteske überzeichneten Actionfilm, mit vorhersehbarer Handlung, der Gewalt mit scheinheiliger Legitimation zu begründen versucht“. Er sei „aus schablonenhaften Versatzstücken aus Horror-, Action- und Kriegsfilmen zusammengesetzt“.[1]

## Auszeichnungen
- Raúl Juliá wurde 1995 posthum als Bester Nebendarsteller für den Saturn Award nominiert.
- Der Film erhielt im selben Jahr eine Nominierung für den Saturn Award als Bester Science-Fiction-Film.

## Fortsetzung
- Mit Street Fighter – Die Legende von Chun-Li wurde ein weiterer Film, basierend auf der Videospielreihe produziert, der am 27. Februar 2009 in den US-amerikanischen Kinos startete.[2]